# 貴船神社 (関市)
貴船神社（きふねじんじゃ）は、岐阜県関市貴船町にある神社（貴船神社）。
水の神である美都波賣之神などを祀っている。旧称は「八龍社」や「八龍大菩薩」。

## 祭神
主祭神
- 美都波賣之神（みずはのめのかみ）

摂末社祭神
- 高靇大神（たかおかみのかみ）
- 建御名方神（たけみなかたのかみ）
- 菅原道真（すがわらみちざね）

## 歴史

### 伝承

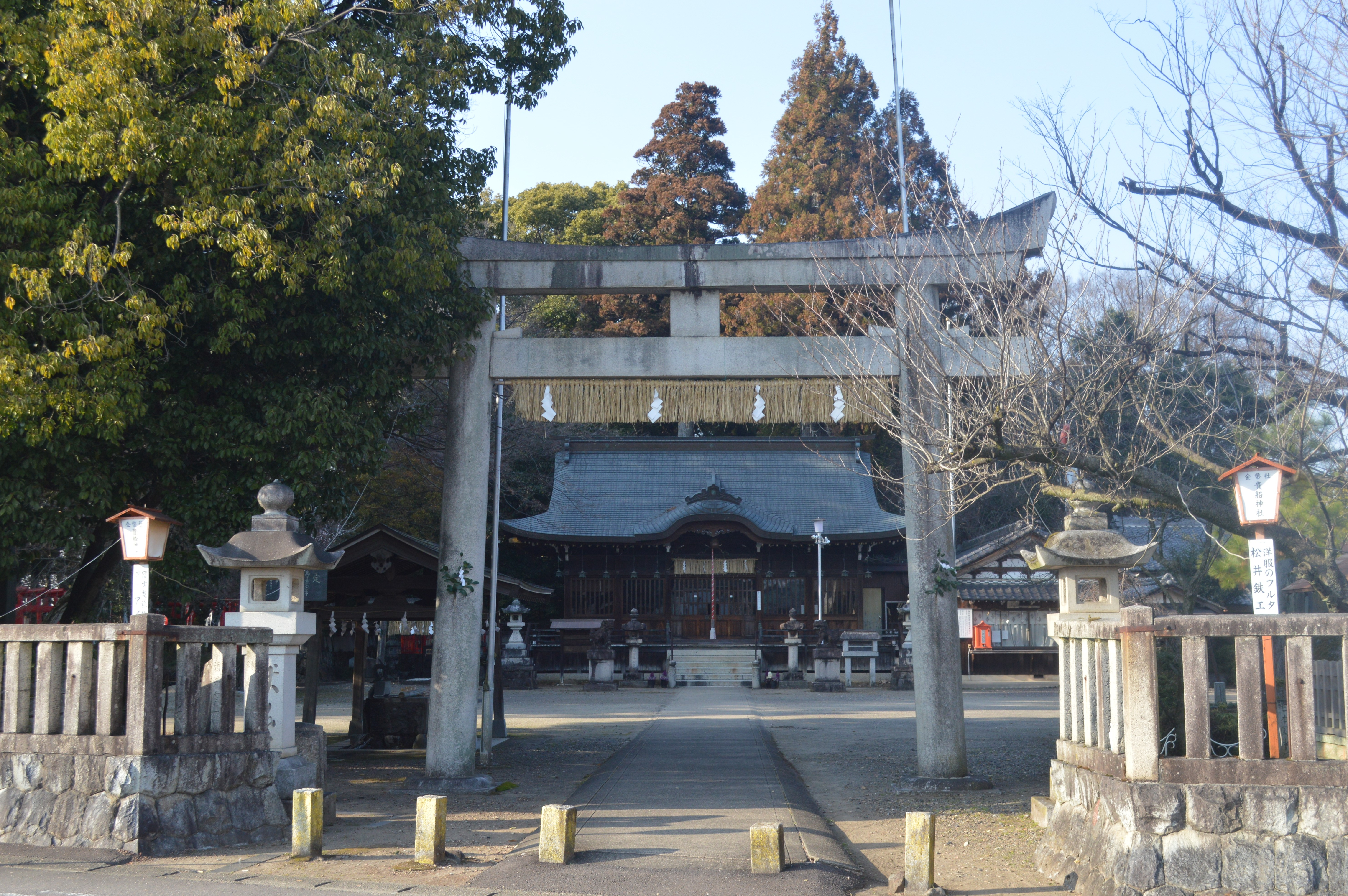
境内

里伝によると、天平18年（746年）6月に勧請した社とある。『美濃国神名記』による「正六位上梧山明神」、又異本神明帳による「正五位下桐山明神」は当社を指すものと考えられる。
古来より祈雨の神として朝廷の崇敬が篤く、神社資料にも祈雨祭は風千霖毎に行うとある。慈雨の神として庶民や水の関係者の信仰が篤い。

### 近現代
その昔、八龍社には別当寺として新長谷寺の末寺の真言宗雲龍山一透寺があったが、1870年（明治3年）12月には神仏分離により一透寺は廃寺となり、八龍社は改号して貴船神社となる。
1871年（明治4年）3月、岐阜県告示第八十号をもって神饌幣帛料を供進する神社に指定され、村社から郷社に昇格した。戦後に近代社格制度が廃止されると、1946年（昭和21年）4月には岐阜県神社庁によって金幣社に指定された。

## 祭事
毎年4月第3土曜・日曜、献幣使を迎えて祭典を行い浦安舞神楽を奉納する。
- 元旦祭　1月1日
- 天神祭　1月25日
- 星祭大祓祭　2月3日
- 節分大祈祷祭
- 試楽祭　4月第3土曜日
- 本楽祭　4月第3日曜日
- 大祓祭　6月30日
- 茅の輪くぐり神事　6月30日
- 八龍社例祭　8月1日
- 諏訪神社例祭　9月15日
- 祖霊祭　9月23日
- 明治節祭　11月3日
- 秋祭感謝祭　11月23日
- 天長節祭　12月23日
- 大祓祭　12月31日
- 除夜祭　12月31日

## 文化財

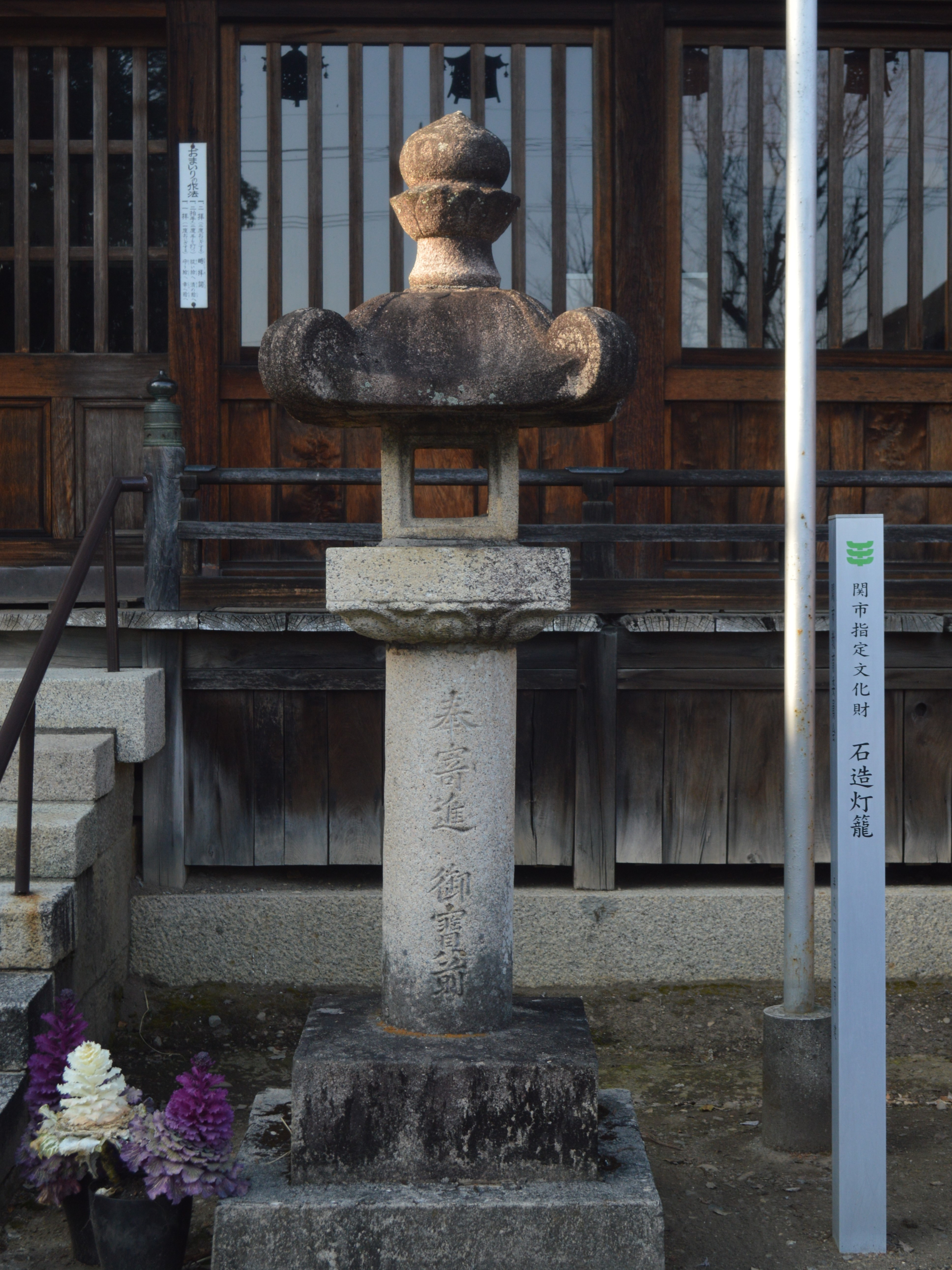
石造灯籠（関市指定文化財）

### 岐阜県指定文化財
- 太刀[2]

### 関市指定文化財
- 安堵、寄進状[3]
- 喜田吉右衛門書[3]
- 紫山伊兵衛書[3]
- 脇差[3]
- 石造灯籠[3]